# دیل کوپر
دیل کوپر (انگلیسی: Dale Cooper) یا دیل بارتولومیو کوپر مأمور اداره تحقیقات فدرال با بازیگری کایل مک‌لاکلن یک شخصیت داستانی است. او قهرمان سریالی به نام توئین پیکس هست که از شرکت پخش رسانه‌ای آمریکا و بعدتر از شوتایم پخش شد.